# Hiroyuki Okiura
Hiroyuki Okiura (沖浦啓之, Okiura Hiroyuki), nascut el 13 d'octubre de 1966) és un director i animador anime japonès que treballa per a Production I.G.

## Carrera
Okiura va deixar l'institut als 16 anys i va entrar a la indústria de l'animació com a membre de l'estudi Anime R, on va estudiar amb Moriyasu Taniguchi i que Taniguchi supervisa. És conegut per la seva detallada animació d'efectes, per exemple, l'escena d'atac d'helicòpter a Patlabor 2: The Movie, i més recentment la seva animació de personatges altament realista en obres com els crèdits inicials de Cowboy Bebop: The Movie i diverses funcions de Production I.G. El seu treball de debut com a director, Jin-Roh, completat el 1998, va ser el guanyador del premi Minami Toshiko a l'11è Festival Internacional de Cinema Fantàstic de Yubari el febrer de 2000.
El següent llargmetratge escrit i dirigit d'Okiura, Una carta per a Momo, es va estrenar al Festival Internacional de Cinema de Toronto de 2011, uns 11 anys després de la seva primera pel·lícula. Va estar en desenvolupament durant set anys.

## Vida personal
Està casat amb l'actriu de veu Sumi Mutoh, que va interpretar a Kei Amemiya a Jin-Roh.

## Filmografia
Les següents són les obres d'Hiroyuki Okiura:

### Director
Black Magic M-66 (1987, director d'animació i animador clau)

Zillion (1987, director d'animació, dissenyador de personatges, animador clau)

Record of the Lodoss War (1990, director d'animació)

Hashire Melos! (1992, director d'animació, dissenyador de personatges i storyboard)

Jin-Roh: The Wolf Brigade (1999, director, original dissenyador de personatges i storyboard)

Una carta per a Momo (2011, director, guió i storyboard)

Japan Animator Expo (2015, Ep. 34, director d'animació, dissenyador de personatges, guió, animador clau)

### Animador clau
Miyuki (1983-1994)

Genesis Climber MOSPEADA (1983-1984)

Black Magic M-66 (1987, also director d'animació)

Akira (1988)

Venus Wars (1989)

Patlabor: The Movie (1989)

Roujin Z (1991)

Catnapped! (1995)

Memories (1995, animador en cap i animador clau: Magnetic Rose / animador clau: Stink Bomb)

Blood: The Last Vampire (2000)

Metropolis (2001)

Cowboy Bebop: The Movie (2001, director de la seqüència de crèdit inicial i animador clau)

Tennis no Ōjisama – Futari no Samurai (2005)

xxxHolic: A Midsummer Night's Dream (2005)

Naruto the Movie: Legend of the Stone of Gelel (2005)

Paprika (2006)

Evangelion: 3.0 You Can (Not) Redo (2012)

Your Name (2016)

Blade Runner: Black Out 2022 (2017)

Mobile Suit Gundam: The Witch From Mercury (2022)

### Altres
Blue Comet SPT Layzner (1985-1986, director d'animació mecànica)

Patlabor 2: The Movie (1993, ajudant de supervisor d'animació)

Ghost in the Shell (1995, disseny de personatges, supervisor d'animació i maquetador)

Ghost in the Shell 2: Innocence (2004, dissenyador de personatges i supervisor d'animació)